# Lyons (Kansas)
Lyons – miasto w Stanach Zjednoczonych, w stanie Kansas, w hrabstwie Rice.